# USS Manitowoc (LST-1180)
Pour les autres navires du même nom, voir USS Manitowoc.
L'USS Manitowoc (LST-1180) est un Landing Ship Tank (LST) de classe Newport de l'US Navy. Lancé en 1969, il est en service entre 1970 et 1993. Il est ensuite transféré à la Marine de la république de Chine (ROCN) sous le nom de ROCS Chung Ho (LST-232) où il est en service depuis 2000.

## Historique
Il a été construit par le Philadelphia Naval Shipyard en Pennsylvanie, lancé en 1969 et entré en service en 1970. Le Manitowoc a été déployé au Vietnam pendant la guerre du Viêt Nam, et a aussi fait partie des efforts de maintien de la paix à Beyrouth, au Liban (1982-1983) et de la force envoyée pour envahir la Grenade en 1983. Au début des années 1990, le navire a participé à des opérations dans la guerre du Golfe avant d'être déclassé en 1993.
Le navire a été acquis en prêt par Taïwan en 1995 et a subi une refonte au Newport News Shipbuilding avant d'être remis en service dans la marine de la république de Chine (ROCN) en 1997 sous le nom de Chung Ho (LST-232). Là, l'armement principal du navire, les canon de 3 pouces/50 calibres ont été retirés et remplacés par deux supports de canon Bofors 40 mm. Il a été équipé du système de contre-mesure électronique Cheng Feng III et du système de mesures de soutien électronique WD 2A et d'un radar de recherche en surface SPS-67
En 2000, la ROCN a acquis définitivement le navire dans le cadre du programme d'assistance à la sécurité.